# День победы и благодарности отчизне
День победы и благодарности отчизне (хорв. Dan pobjede i domovinske zahvalnosti), полное название День победы и благодарности отчизне и день хорватских защитников (хорв. Dan pobjede i domovinske zahvalnosti i dan hrvatskih branitelja) — национальный праздник в Хорватии. Отмечается 5 августа в ознаменование победы в войне в 1991—1995 годах. 5 августа 1995 года в ходе операции «Буря» хорватская армия взяла город Книн, столицу самопровозглашённой республики Сербская Краина, что привело к её ликвидации и восстановлению территориальной целостности Хорватии.
Книн служит центром ежегодных торжеств, посвящённых празднику. В ходе мероприятий праздника также вспоминают погибших в гражданских войнах 90-х годов. В 2008 году хорватский Сабор добавил к названию праздника «день хорватских защитников».